# Un conte de Noël
Un conte de Noël è un cortometraggio del 1902 diretto da Ferdinand Zecca.